# Brachygonus
Brachygonus är ett släkte av skalbaggar som beskrevs av François du Buysson 1912. Brachygonus ingår i familjen knäppare.
Släktet innehåller bara arten Brachygonus dubius.